# Grand Prix Velo Manavgat
Der Grand Prix Velo Manavgat oder auch  Grand Prix Manavgat-Side ist ein Straßenradrennen in der Türkei und umfasst ein Rennen für Männer und ein Rennen für Frauen.
Das Eintagesrennen für Männer wurde erstmals im Jahr 2018 ausgetragen, das der Frauen im Jahr 2020. 2020 und 2021 am selben Tag, fanden die Rennen 2022 erstmals an unterschiedlichen Tagen statt. Die Strecke führt durch die Provinz Antalya an der Mittelmeerküste mit den beiden Orten Manavgat und Side als Start- und Zielort. Die Rennen sind in die UCI-Kategorie 1.2 eingestuft, das Männer-Rennen gehört zur UCI Europe Tour.

## Palmarès Frauen
| Jahr | Sieger              | Zweiter             | Dritter              |
| ---- | ------------------- | ------------------- | -------------------- |
| 2020 | Hanna Zerach        | Iuliia Galimullina  | Margarita Syradojewa |
| 2021 | Tazzjana Scharakowa | Anastasiya Kolesava | Hanna Zerach         |
| 2022 | Alina Moiseeva      | Diana Klimowa       | Sofia Karimova       |

## Palmarès Männer
| Jahr | Sieger            | Zweiter            | Dritter            |
| ---- | ----------------- | ------------------ | ------------------ |
| 2018 | Stepan Astafyev   | Samir Jabrayilov   | Branislau Samojlau |
| 2020 | Alan Banaszek     | Lucas Carstensen   | Yacine Hamza       |
| 2021 | Mohd Harrif Saleh | Alan Banaszek      | Andrij Kulyk       |
| 2022 | Mamyr Stasch      | Mychajlo Kononenko | Iogan Shtein       |